# Peromyia tsukubasanensis
Peromyia tsukubasanensis är en tvåvingeart som beskrevs av Jaschhof 2001. Peromyia tsukubasanensis ingår i släktet Peromyia och familjen gallmyggor. Inga underarter finns listade i Catalogue of Life.